# Radek Gális
Radek Gális (* 1968 Tábor) je český novinář, spisovatel a fotograf. Zajímá se dlouhodobě o vzpomínky pamětníků historických událostí, problematiku uprchlíků a regionální problematiku Českobudějovicka. Byl kmenovým redaktorem Českobudějovického deníku, spolupracuje s Katolickým týdeníkem a dalšími periodiky.

## Život
Vystudoval žurnalistiku na Fakultě sociálních věd na Karlově univerzitě, kde promoval s pochvalou děkana za diplomovou práci o konfliktu v Náhorním Karabachu.

### Spolupráce s neziskovými organizacemi
Radek Gális spolupracoval s řadou neziskových organizací. V letech 1999–2003 byl místopředsedou sdružení na pomoc uprchlíků Soužití 21, spolupracoval na letních táborech sdružení Termiti Hronov, kterých se vedle českých dětí od roku 1997 vždy účastnilo několik dětí z uprchlických táborů, krátce pracoval v Poradně pro cizince při Diecézní charitě České Budějovice, řadu let se podílel na organizování festivalu Jeden svět v Českých Budějovicích a v roce 2002 se podílel na fotografické výstavě Arménie a Náhorní Karabach v galerii Měsíc ve dne spolu s Kateřinou Langrovou z humanitárního sdružení Archa. V roce 2018 byl krajským koordinátorem vzdělávacích projektů společnosti Post Bellum.

## Dílo
- 2017 – kniha Náš kardinál o zemřelém kardinálu Miloslavu Vlkovi.
- V roce 2017 se podílel jako spoluautor a editor na knize rozhovorů s českými paralympijskými reprezentanty Mušketýři z Ria
- 2018 – kniha rozhovorů s českobudějovickými pétépáky Černí baroni od Černé věže
- 2018 – kniha vzpomínek s názvem Rozpůlená srdce aneb Život mezi Československem a Izraelem
- 2019 – kniha Moje stoleté Československo, která obsahuje čtrnáct autorských rozhovorů s výjimečnými osobnostmi
- 2019 – kniha s příběhy patnácti válečných veteránek a veteránů, která má název Příliš mladí na válku
- 2019 – kniha rozhovorů s českobudějovickými umělci s názvem Malíři na soutoku
- 2021 – Pravdu říkat, pravdu žít, kniha rozhovorů s deseti osobnostmi
- 2022 – Zahradník duší – P. Martin František Vích
- 2022 – Uvězněné duše, kniha rozhovorů s Židy, kteří přežili holokaust
- 2023 – Návrat umlčeného pastýře : biskup Mons. Josef Hlouch 1968-1972 (spoluautor: Bohumil Havránek)
- 2024 – Jaroslav Sýbek: Půlstoletí fotoreportérem aneb Fotografoval jsem anglického krále (text: Radek Gális)
- 2024 – Do dlouhého života se hodně vejde, kniha rozhovorů

## Ocenění
Jako novinář získal několik cen. Dvakrát cenu v soutěži Příběh uprchlíka, kterou vyhlašovala kancelář UNHCR v Praze. V roce 2002 to bylo druhé místo za příspěvky Arménce se v Česku stýská po rodné zemi (Večerník Praha) a Zapomenutí uprchlíci (Katolický týdeník). V roce 2004 opět druhé místo za tematickou stranu o uprchlících zveřejněnou v říjnu 2004 v Denících Bohemia. V roce 2011 se stal vítězem regionální novinářské ceny udělované Nadací Konrada Adenauera, za reportážní portrét českobudějovické „legendy“ Ládi „Kajbara“.